# Nicolas Clément

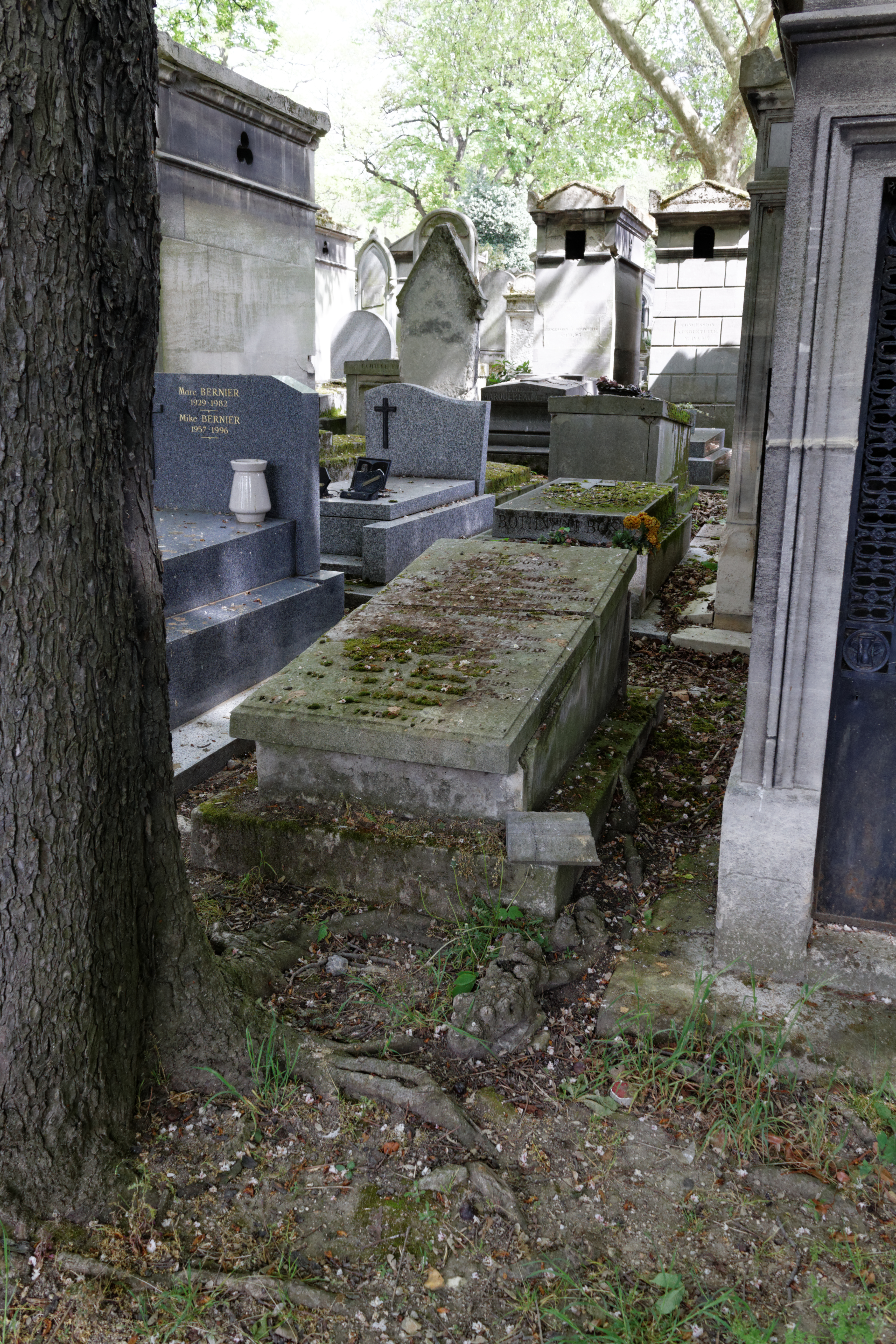
Grab von Nicolas Clément auf dem Cimetière du Père-Lachaise

Nicolas Clément (* 12. Januar 1779 in Dijon; † 21. November 1841 in Paris) oder Nicolas Clément-Desormes (ab 1820) war ein französischer Chemiker und Physiker.

## Leben und Wirken
Nicolas Clément war einer der Entdecker des Elements Iod (wobei er mit Charles-Bernard Desormes zusammenarbeitete). Ihm gelang 1806 die erste chemische Analyse des Hauptbestandteils von Lapislazuli. Er entwickelte 1819 eine Methode zur Bestimmung der spezifischen Wärmekapazität von Gasen (mit Desormes, siehe  Experiment von Clément-Desormes).
Die Methode zur Berechnung der Schallgeschwindigkeit in Gasen mit dem nach ihm benannten Koeffizienten geht ebenfalls auf ihn zurück; gemeinsam mit Desormes beschrieb er 1826 das aerodynamische Paradoxon.
Er arbeitete eng mit Desormes zusammen, gründete mit diesem 1804 eine Chemiefabrik und war dessen Schwiegersohn.